# Trap (sport)

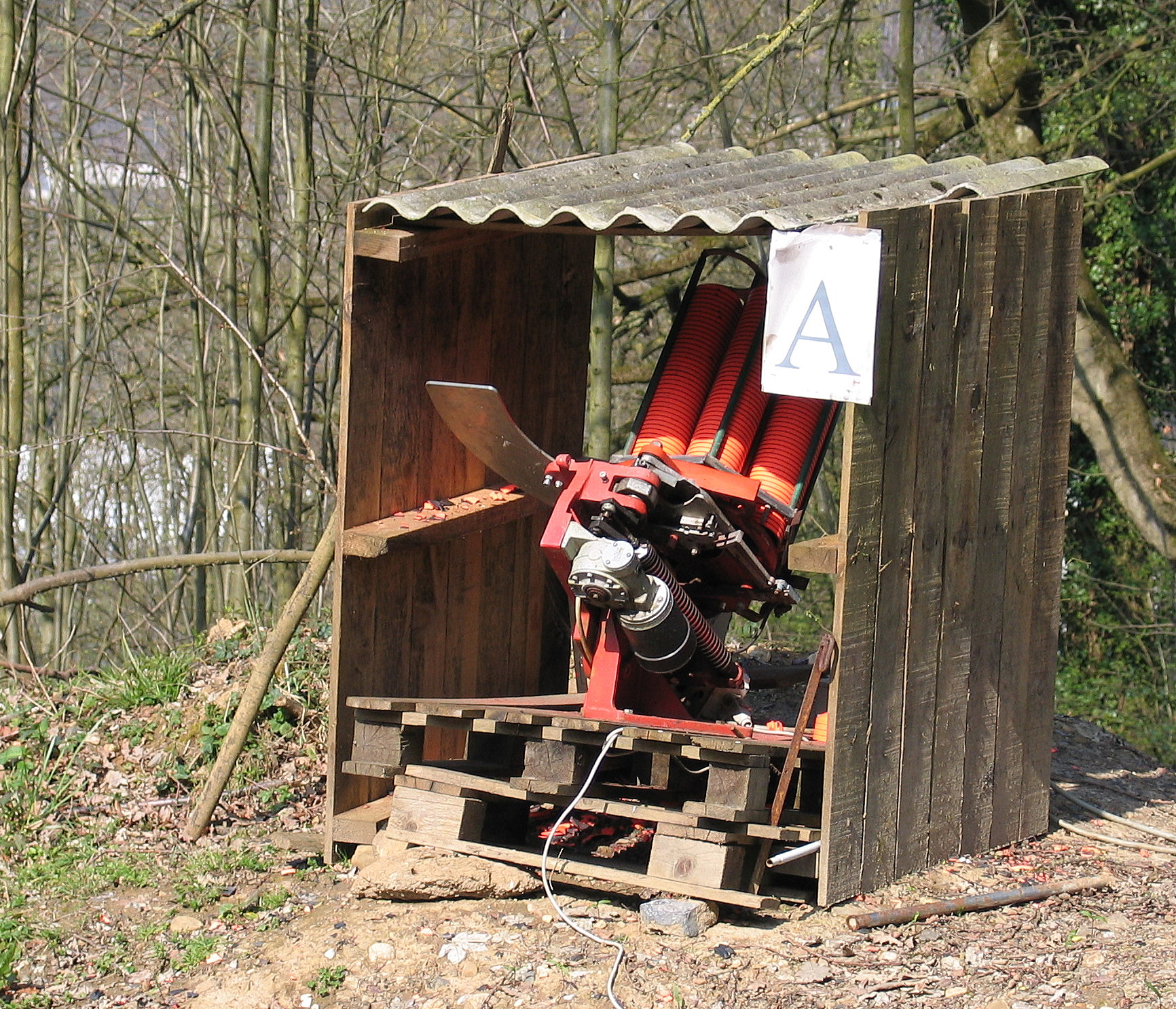
Maszyna wyrzucająca rzutki

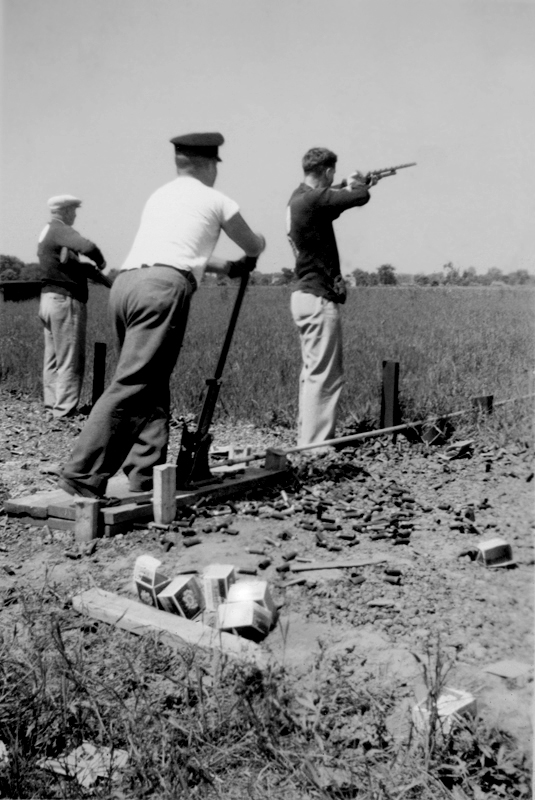
Zawodnik przygotowujący się do oddania strzału. Zdjęcie z około 1939 r.

Trap – dziedzina strzelectwa sportowego, w której z gładkolufowych strzelb śrutowych oddaje się strzały do ceramicznych rzutków wyrzucanych z maszyny pod różnym kątem. Wg reguł ISSF w trapie strzela się z pięciu stanowisk rozmieszczonych wzdłuż linii równoległej do linii wyrzutni oddalonych o 15 metrów od grupy wyrzutni. Maszyny wyrzucające rzutki znajdują 15 metrów przed każdym stanowiskiem, w grupach po 3 maszyny na każde stanowisko. Cele wyrzucane w losowy sposób wg ustalonych schematów ustawień maszyn. Na każdym stanowisku podawane są w losowej kolejności 2 lewe, 2 prawe i 1 prosty rzutek. Rzutki mogą być wyrzucane pod różnymi kątami, ale nie więcej niż 45°. Cały cykl zawodów składa się z 125 celów w rundzie kwalifikacyjnej oraz do 50 celów w finale dla najlepszych sześciu zawodników. Dozwolony kaliber broni w trapie to 12/70, przy maksymalnej naważce 24,5 gramy kulistego śrutu o maksymalnej średnicy 2,6 mm.
Trap jest konkurencją olimpijską.